# Стефанович, Константин Константинович
Константин Константинович Стефанович (12 января 1861, Екатерингоф — 10 марта 1920) — сенатор Российской империи, вице-губернатор Тифлисский, Седлецкий и Люблинский.

## Биография
Константин Константинович Стефанович родился 12 января 1861 года, происходил из православного потомственного дворянства Тамбовской губернии. Его отец был протоиереем.
В 1876 году он начал учиться в Императорском Александровском лицее. Окончил его 19 декабря 1881 года с золотой медалью, за что получил чин титулярного советника (9-й гражданский чин в табели о рангах). В последний день этого года его приняли на службу в Минюст. Был направлен на работу в Правительствующий сенат, первоначально в 1-м отделе, с 1 февраля 1884 года во 2-м отделе, где до 1885 года заведовал обер-прокурорскими делами. 20 декабря 1884 года он был произведен в коллежские асессоры (8-й гражданский чин). Работая помощником оберсекретаря, в 1887 г. (27 января — 20 ноября) исполнял обязанности этой канцелярии. Он покинул Министерство юстиции 25 февраля 1888 года, обосновав свое решение личными причинами. Однако уже через месяц — 31 марта — он возобновил свою официальную карьеру, на этот раз в МВД. 18 мая в составе Земельного отдела его направили в Слуцк, где он работал в Уездном управлении по крестьянским делам.

### Бобруйск
18 августа 1888 года он переехал из Слуцкого уезда в Бобруйский. Он проработал в этом регионе семь с половиной лет, там родились его дети. Через семь месяцев пребывания в округе — 21 марта 1889 года — он занял должность уездного предводителя дворянства. Одновременно он был назначен председателем управления, в котором он ранее работал, и Бобруйского районного управления военной службы. За новыми функциями последовало и повышение в чинах — 20 октября 1889 г. Константин Стефанович стал придворным советником (7-й гражданский чин), а 12 октября 1893 г. — коллежским советником (6-й гражданский чин). Он трижды избирался почетным мировым судьей местного округа (16 мая 1890 г., 26 мая 1893 г. и 7 июня 1896 г. — после делегирования в далекую губернию). Со 2 февраля 1895 года на него были распространены и функции предводителя дворянства в качестве городского головы Бобруйска . Официально делегирован в Тифлис 19 марта 1896 года, 10 июня ему присвоено звание почетного гражданина города.

### Тифлис
С 19 марта 1896 по 27 августа 1900 — заместитель тифлисского губернатора . Он участвовал в работе последующих специальных комиссий при Военном госпитале в Тбилиси, проверявших призывников в 1896—1898 годах. Кроме того, он заседал в Совете Грузинской епархиальной школы (с 1 августа 1898 г.). В 1898 году с 16 октября по 19 декабря он провёл обследование города Тифлиса с точки зрения управления и хозяйства. Он несколько раз участвовал в разрешении конфликтов в провинции. К ним относятся дела учредителей Дворянского земельного банка (с 19 октября 1898 г.), крестьян, сдавших в аренду имение великого князя Михаила Николаевича Романова в Боржоми (с 7 мая 1899 г.), и армянских крестьян из Джелан-Оглы (нынешний Степанаван) конфликтовавших с военными (30 марта — 19 апреля 1900). Он также участвовал в работе комитета, занимавшегося, в частности, налогообложением Абастумани (4 июля 1900 г.) и возглавил группу, созданную для поддержки пострадавших от землетрясения в Ахалкалакском уезде (27 июля 1900 г.). Во время службы в Тифлисе 30 мая 1897 года он был произведён в чин статского советника (5-й гражданский чин), что соответствовало должности заместителя губернатора.

### Седлец и Люблин
С 27 августа 1900 года он снова работал в Министерстве внутренних дел. 22 января 1901 года назначен заместителем седлецким губернатором Заседал в состав окружного епархиального училищного совета (с 13 октября 1901 г.). В качестве председателя комитета с 8 ноября 1901 года принимал участие в строительстве нового здания больницы в Бяла-Подляске. Он посетил монастырь Рождества Богородицы в Лесне, чтобы представлять светскую власть на монастырском празднике 20 мая того же года. Он подал заявление о переводе в Люблинскую губернию, что и произошло 8 июня 1902 года — на его место тогда был назначен Сергей Воейков. Константин Стефанович сменил на посту Алексея Малаева на должности вице-губернатора. В Люблине его повысили до должности действительного статского советника (4-й гражданский ранг). Службу он закончил в Люблине 25 января 1903 года, а вакансию, оставленную Стефановичем, занял Владимир Смирнов.

### Возвращение в столицу и Правительствующий сенат
С 25 января 1903 года он снова работал в Земельном отделе Министерства внутренних дел, на этот раз помощником управляющего. В то же время он также вошел в состав Правительствующего Сената. В 1910 году занимался мелкими кредитными вопросами в комитете Министерства финансов. В том же году, в феврале, он стал вице-управляющим канцелярии по делам учреждений императрицы Марии. Его последнее повышение в ранговой табели произошло за отличие 18 января 1911 года — наряду с чином тайного советника (3-го гражданского) он был выдвинут и в сенаторы Правительствующего сената. В 1915 году он стал членом Второго отделения этого учреждения.